# Aechmea nallyi
Espèce
Classification phylogénétique
Aechmea nallyi est une espèce de plantes à fleurs de la famille des Bromeliaceae, endémique du Pérou.

## Distribution
L'espèce est endémique de la région de Loreto au nord-est du Pérou.

## Description
L'espèce est épiphyte.